# Aplysina sebae
Aplysina sebae är en svampdjursart som först beskrevs av Peter Simon Pallas 1766.  Aplysina sebae ingår i släktet Aplysina och familjen Aplysinidae. Inga underarter finns listade i Catalogue of Life.